# 卡蜜拉·凱婕娃
卡蜜拉·凱婕娃（Kamila Khodjaeva，1996年2月12日—）是比利時職業花式撞球選手，為安麗盃歷屆賽事中最年輕的選手。

## 比賽成績
- 2008年歐洲青少年女子撞球冠軍。
- 2008年比利時女子撞球冠軍。
- 2009年安麗盃世界女子花式撞球錦標賽24強未晉級。
- 2009年比利時女子撞球冠軍。
- 2010年安麗盃世界女子花式撞球錦標賽24強未晉級。